# Цель (Мозель)
Цель (нім. Zell) — місто в Німеччині, розташоване в землі Рейнланд-Пфальц. Входить до складу району Кохем-Целль. Адміністративний центр  об'єднання громад Цель.
Площа — 44,98 км2. Населення становить 4064 ос. (станом на 31 грудня 2020).